# Daouda Coulibaly
Ne pas confondre avec le réalisateur malien Daouda Coulibaly.
Coulibaly Daouda est un journaliste-blogueur ivoirien, née le 30 mai 1986 à Bouaké, ville du centre de Côte d'Ivoire. Chroniqueur, Daouda est par ailleurs le Secrétaire Général de l'Union nationale des blogueurs de Côte d'Ivoire depuis décembre 2015.

## Biographie
Il a initié, en collaboration avec la RNW, (la Radio internationale des Pays-Bas), plusieurs événements en Côte d'Ivoire pour que les jeunes Ivoiriens puissent se parler franchement afin d'aller à la réconciliation nationale.
Fin de l'année 2016, il est classé parmi les 23 influenceurs qui font bouger le web via les réseaux sociaux en Côte d'Ivoire.